# سبتي الهيتي

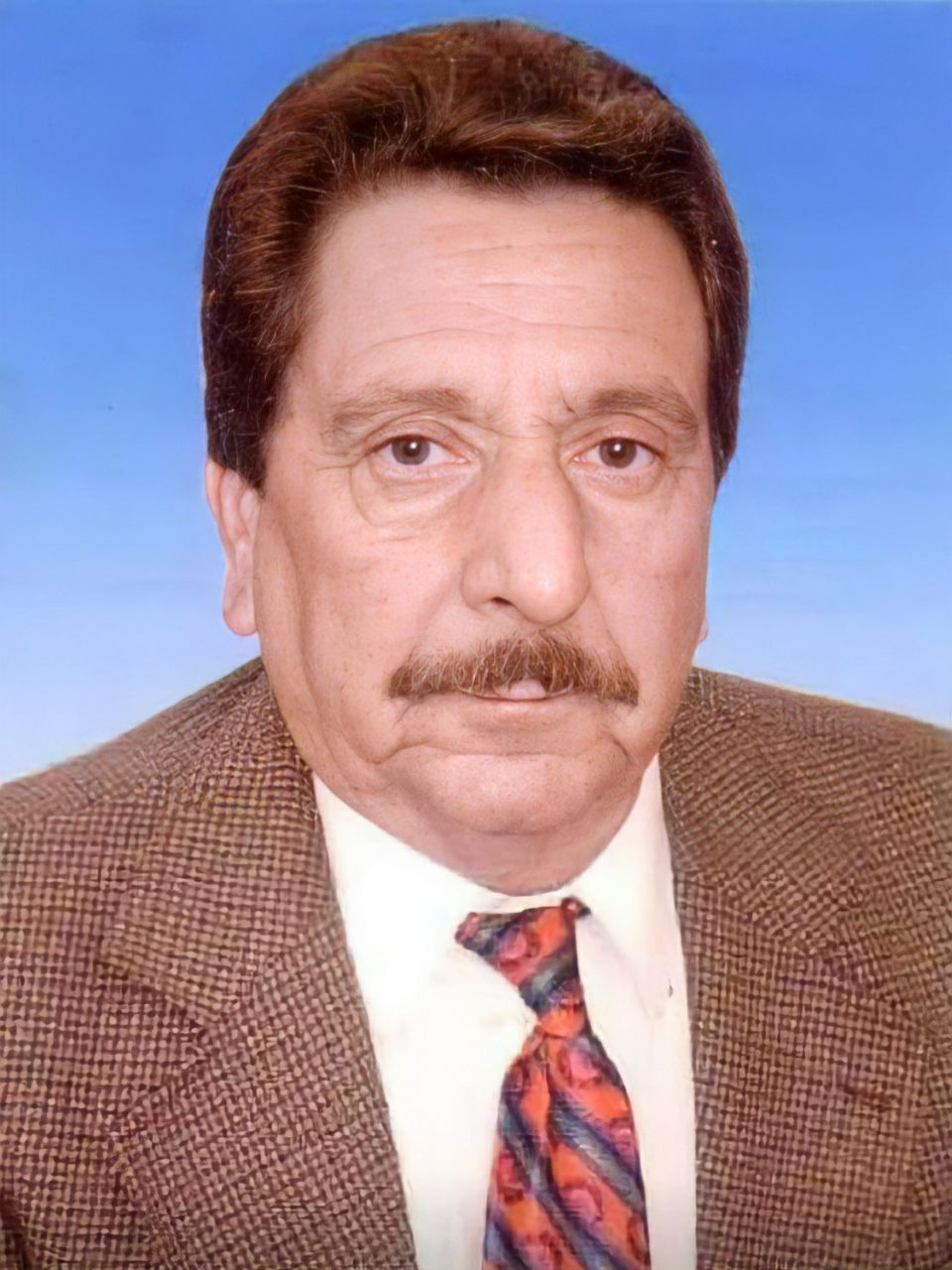
سبتي الهيتي

سبتي جمعة الهيتي شاعر وفنان تشكيلي ولد عام 1940 في مدينة هيت وانتقل إلى بغداد منذ ستينيات القرن العشرين واكمل دراسته الجامعية في كلية القانون في الجامعة المستنصرية وتوفي سنة 2016 إثر صراع مع المرض 

## السيرة الذاتية

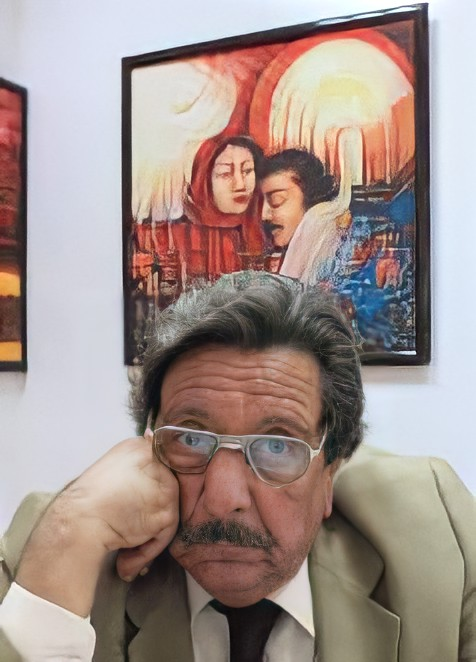
الشاعر سبتي الهيتي

الشاعر والرسام العراقي سبتي جمعة ذياب ولد عام ١٩٤٠ في مدينة هيت في محافظة الانبار وعاش طفولته في قلعة هيت الشهيرة وترعرع في ازقتها القديمة، عندما بلغ السادسة من عمره دخل مدرسة هيت الابتدائية للبنين، ولما أنهى دراسته الابتدائية درس في متوسطة هيت واستمر في الدراسة حتى تخرج معلما ثم عُين معلماً في مدينة الرمادي الا انه نُقل إلى مندلي بسبب مواقفه السياسية وأفكاره المعارضة للنظام آنذاك
لم يقف طموحه عند هذه المرحلة وبالرغم من شظف العيش الذي كان يعيشه ومطاردة السلطات والأجهزة الأمنية واصل تعليمه العالي، فدخل كلية القانون والسياسة في الجامعة المستنصرية وحصل منها على شهادة البكالوريوس في عام 1975 وكان الاستاذ طارق حرب أحد زملائه في الكلية ومن اصدقائه المقربين، ومع عمله الأدبي والفني انتسب إلى عدة منظمات وجمعيات عراقية ومنها اتحاد الحقوقيين العراقيين ونقابة المحامين في العراق و عضو جمعية الفنانين التشكيليين العراقيين... الخ، بعد انقلاب تموز 1958 تبلور الفكر السياسي له وانظم إلى الحزب الشيوعي العراقي فساهم مساهمة فاعلة في كل النشاطات التي كانت تقوم بها المنظمة الحزبية واستمر بذلك النشاط حتى جاءت حركة 8 شباط 1963، ذلك اليوم الذي انتهى به حكم عبد الكريم قاسم وابتدأ فيه حكم حزب البعث وفي خلاله تم اعتقاله مع العديد من أعضاء الحزب وأصدقائه، بعدها تم اعتزاله العمل السياسي، استمر في عمله الفني والادبي حيث جسد الهيتي قصائد السياب ونزار قباني برسوماته وبفنه التشكيلي، وبعد دخول القوات الأمريكية إلى بغداد عام 2003 سافر إلى سوريا ورجع بعدها ومارس عمله الفني وكان يطالب الحكومة العراقية بالاهتمام بالثقافة والمحافظة على الاماكن التراثية في العراق, توفي يوم 2016 / 2 / 28 في بغداد بعد صراع طويل مع المرض دام لعدة أشهر وقد نعى الحزب الشيوعي العراقي عائلة الهيتي بعد وفاته 

## مؤلفاته الادبية
- ديوان أوراق مسافر
- ديوان ذاكرة الخلود[1]
- ديوان أوراق لدار السلام.[2]
- ديوان قصائد المراثي.
- ديوان ملصقات على أبواب المدينة.
- ديوان مزامير ديموزا.[4]
- مجموعة شعرية بعنوان (أغانينا) مخصصة للأطفال.
- رواية (الطريق الصعب)[3]

## المعارض الفنية التي اقامها
- المعرض الشخصي الأول عام 1969.
- المعرض الشخصي الثاني مشتركاً مع الفنان مولود ريحان عام 1970.
- مشاركة في معرض نقابة المعلمين عام 1975.
- مشاركة في معرض الشهيد -جمعية الفنانين التشكيليين عام 1981.
- مشاركة في معرض تموز للفن العراقي المعاصر عام 1985.
- المعرض الشخصي الثالث قاعة الرواق عام 1990.
- مشاركة في معرض الفن العراقي المعاصر عام 1990 -2004.
- مشاركة في معرض الصليب الاحمر عام 2002وحصوله على جائزة تقديرية.
- مشاركة في معرض الحزب الشيوعي عام 2004 – 2008.
- مشاركة في ملتقى السياب في البصرة عام 2006.
- معرض أوجاع السياب في دمشق برعاية وزير الثقافة السوري 2006.
- معرض نواعير الفرات في مدينة حماه برعاية وزير الثقافة السوري 2006.
- معرض بعنوان (ألوان عراقية) في حمص عام 2007.
- معرض (ألوان من الفرات) في دير الزور 2008.
- معرض (مدينة في ذاكرة شاعر) على قاعة نبوخذ نصر بفندق الشيراتون / بغداد 2009
- . معرض أوراق في الذاكرة 2015.